# Нільс Йоган Семб
Нільс Юган Семб (норв. Nils Johan Semb, нар. 24 лютого 1959, Гортен) — норвезький футболіст, а згодом тренер, насамперед відомий роботою зі збірною Норвегії, і футбольний функціонер.

## Ігрова кар'єра
На футбольному полі виступав з 1976 по 1985 рік у команді «Ерн-Гортен» із рідного міста.

## Кар'єра тренера
1988 року розпочав тренерську кар'єру, очоливши тренерський штаб команди «Тенсберг».
1992 року став головним тренером молодіжної збірної Норвегії, яку тренував сім років. Вивів норвезьку «молодіжку» на молодіжний чемпіонат Європи 1998 року, що стало дебютним виступом команди на континентальних першостях. Очолювана Сембом команда здолала в першому колі шведських однолітків, а у півфіналі лише в додатковий час поступилася іспанцям.
Успіхи Семба з молодіжною збірною посприяли його призначенню на позицію головного тренера національної збірної Норвегії, на якій він 1 липня того ж 1998 року змінив Егіля Ульсена. Вже за декілька місяців норвежці під керівництвом нового тренера стартували у відборі на Євро-2000. Старт виявився невдалим — Норвегія в домашній грі поступилася латвійцям 1:3. Утім у решті дев'яти матчах кваліфікації підопічні Семба втратили лише два очки, вигравши вісім ігор, включаючи по два матчі проти головним конкурентів, Словенії і Греції, і впевнено кваліфікувалися з першого місця у групі.
Безпосередньо на Євро-2000 попри перемогу над збірною Югославії в очній зустрічі і рівність очок з нею після завершення групового етапу, команда Семба не пробилася до стадії плей-оф, поступившись другим місцем у групі югославам за кількістю забитих голів.
Тренер продовжив працювати зі збірною, яка під його керівництвом спочатку не змогла пройти на чемпіонат світу 2002 року (четверте місце у своїй відбірковій групі), а згодом не подолала кваліфікацію на Євро-2004 (поразка у стикових іграх від Іспанії).
Після останньої невдачі Семб у грудні 20013 року залишив тренерський штаб збірної Норвегії. Згодом працював спортивним коментатором та обіймав адміністративні посади у Норвезькій футбольній асоціації.